# 300 спартанцев (фильм, 2006)
«300 спартанцев» (англ. 300) — американский эпический исторический боевик 2006 года, снятый Заком Снайдером по сценарию Курта Джонстада и Майкла Б. Гордона. Фильм основан на одноимённой серии комиксов 1998 года Фрэнка Миллера и Линн Варли. Фильм, как и его первоисточник, представляет собой вымышленный пересказ битвы при Фермопилах во время греко-персидских войн. Сюжет разворачивается вокруг царя Леонида (Джерард Батлер), который ведёт 300 спартанцев в бой против персидского «бога-царя» Ксеркса (Родриго Санторо) и его вторгшейся армии, насчитывающей более 300 000 воинов. В разгар битвы царица Горго (Лена Хиди) пытается заручиться поддержкой своего мужа в Спарте. В фильме также дебютирует Майкл Фассбендер.
Сюжет фильма озвучен закадровым голосом спартанского воина Дилиоса (Дэвид Уэнам). Благодаря этой повествовательной технике в фильме появляются различные фантастические существа, что позволяет отнести «300 спартанцев» к жанру исторического фэнтези. Фильм был снят преимущественно с использованием техники наложения хромакея, чтобы воссоздать образы оригинальных комиксов.
Незаконченная версия «300 спартанцев» была впервые показана на фестивале Austin Butt-Numb-A-Thon 9 декабря 2006 года. Премьера окончательных версий фильма состоялась на Берлинском международном кинофестивале 14 февраля 2007 года, после чего 9 марта фильм был выпущен в США как в обычном формате, так и в формате IMAX, а 31 июля — в домашнем прокате. Фильм получил неоднозначные отзывы критиков, которые высоко оценили визуальную составляющую и стиль, но раскритиковали исторические неточности, в частности, изображение персов, которое некоторые назвали персофобным. Собрав более 456 миллионов долларов, фильм занял 24-е место по кассовым сборам в истории кино на тот момент и десятое место в списке самых кассовых фильмов 2007 года. Фильм получил 10 номинаций на 34-й церемонии вручения премии «Сатурн», выиграв 2 из них в номинациях «Лучший приключенческий фильм или боевик» и «Лучшая режиссура» (Снайдер). 7 марта 2014 года вышел сиквел под названием «300 спартанцев: Расцвет империи», основанный на ранее неопубликованном графическом романе-приквеле Миллера «Ксеркс».

## Сюжет
Сюжет основан на комиксе Фрэнка Миллера, в основу которого легла вольная трактовка реальных событий из греко-персидских войн V века до н. э.
В 480 г. до н. э. миллионная армия персидского царя Ксеркса начала вторжение в Грецию. Спартанский царь Леонид и его люди встречают персидскую делегацию, которая требует «землю и воду» — то есть полную покорность персидскому царю Ксерксу. В ответ спартанцы сбрасывают парламентёра и его охрану в колодец.
Несмотря на предсказание о поражении со стороны коррумпированных персами жрецов, Леонид во главе отряда спартанцев выступает в поход, преграждая персам дорогу в Огненных воротах (Фермопильском ущелье). Там Леонид отвергает помощь местного жителя — горбуна Эфиальта, сына беглого спартанца, разрешив ему только ухаживать за ранеными. Эфиальт в ярости выбрасывает отцовское вооружение и обещает ему последствия.
К Огненным вратам подходит отряд персов, перед началом битвы один из персов просит спартанцев сложить копья и мечи, на что в грудь переговорщика прилетает копьё и Леонид отвечает: «Персы, попробуйте их взять».
Спартанцы без потерь отбивают атаку персов. Ксеркс, будучи воодушевлённым самоотверженностью спартанцев, приглашает Леонида на переговоры и предлагает ему покориться и стать военным предводителем всей Греции, «понести боевое знамя Ксеркса в самое сердце Европы». После отказа Леонида, Ксеркс угрожает истребить всех спартанцев и стереть само упоминание о Спарте из истории. Он посылает новые волны воинов в атаку за атакой. Несмотря на военное превосходство в виде колоссальных боевых слонов, закованного в броню носорога, колдунов с пороховыми бомбами и элитную гвардию «бессмертных» с берсерком-великаном, персам не удаётся прорвать оборону спартанцев.
Пока в Огненных вратах протекали ожесточённые бои, жена Леонида, царица Горго призвала Совет мобилизовать всю спартанскую армию для того, чтобы дать достойный отпор врагу, однако её слова опровергает Ферон, который оскорбляет Горго. Она его убивает, а из его кармана сыпятся персидские монеты, после чего Совет понял, что Ферон - предатель.
Ксеркс предлагает явившемуся к нему Эфиальту бесконечные наслаждения, если тот проведёт персов через секретную тропу в горах. Эфиальт соглашается. Персы окружают отряд спартанцев, все они на прицеле лучников. Персидский глашатай поздравляет Леонида с "победой" и предлагает ему склониться перед Ксерксом, пообещав в обмен на капитуляцию богатства и титул царя всей Греции. Леонид разоружается, снимает шлем и встаёт на колени, но это уловка — внезапно выскакивает Стелий и убивает глашатая, а Леонид бросает копьё, которое ранит Ксеркса, заставив последнего усомниться в своей «божественной силе и бессмертии». Персидские лучники расстреливают спартанцев.
В эпилоге перед битвой при Платеях единственный выживший из 300 воинов спартанец Дилий, которого Леонид отпустил с целью рассказать о случившемся, произносит речь перед многочисленным спартанским и греческим войском. Фильм заканчивается началом наступления греческих сил.

## В ролях
| Актёр            | Роль                                       |
| ---------------- | ------------------------------------------ |
| Джерард Батлер   | царь спартанцев Леонид                     |
| Лина Хиди        | царица Горго (жена Леонида)                |
| Дэвид Уэнем      | рассказчик и спартанский солдат Дилий      |
| Винсент Риган    | капитан Артемий (друг Леонида)             |
| Родриго Санторо  | царь персов Ксеркс                         |
| Доминик Уэст     | коррумпированный спартанский политик Ферон |
| Том Уисдом       | старший сын капитана Артемия Астин         |
| Майкл Фассбендер | спартанский солдат Стелиос                 |
| Эндрю Плевин     | аркадианский солдат Даксос                 |
| Эндрю Тирнан     | спартанский изгнанник Эфиальт              |
| Джованни Киммино | сын Леонида Плистарх                       |
| Питер Менса      | персидский посланник                       |
| Келли Крэйг      | оракул                                     |
| Стивен МакХэтти  | советник                                   |
| Патрик Сабонгуй  | персидский генерал                         |
| Тайлер Нейтзел   | молодой Леонид                             |
| Робер Майе       | Берсерк                                    |
| Даррен Шахлави   | персидский солдат                          |

## Съёмки
Продюсер Джанни Нуннари всегда интересовался битвой при Фермопилах. Когда Нуннари прочёл комикс Фрэнка Миллера «300», тут же принял решение снять по его мотивам фильм. Кроме Нуннари фильм «300 спартанцев» также продюсировали Марк Кантон и Майкл Гордон, который дописал вторую версию сценария.
В июне 2004 года режиссёр Зак Снайдер, известный по фильму «Рассвет Мертвецов», был нанят для режиссирования фильма. Снайдер переписал вместе со сценаристом Куртом Джонстадом сценарий Гордона. Миллер позже тоже подключился к проекту как продюсер и консультант.
Фильм является точной адаптацией комикса, аналогично другому фильму по мотивам комиксов Миллера — «Город Грехов». Единственным исключением, отличающим фильм от комикса, является рассказчик Дилий. Снайдер использовал повествовательную технику, чтобы показать зрителям субъективное видение событий сюрреалистичного «мира Фрэнка Миллера». Предполагая, что Дилий мог приукрасить историю во время рассказа, Снайдер обосновал появление фантастических элементов вроде монстров. Снайдер также добавил подсюжет, в котором царица Горго пытается отправить подкрепления мужу, царю Леониду.
За два месяца предпроизводства было создано более 600 костюмов, сотня щитов, стрел и мечей. Некоторые из них были переработанными моделями от героико-исторических фильмов «Троя» и «Александр». Было создано 13 аниматронных лошадей и один волк.
Съёмки «300 спартанцев» начались 17 октября 2005 года в Монреале и завершились через 60 дней. Весь фильм, кроме одной сцены, был снят на фоне синего экрана. Л. Хиди говорила, что сниматься на фоне синего экрана «очень странно и эмоционально, нет никакой связи с другим миром, кроме другого актёра». Только одна сцена, путешествие через сельскую местность, была снята на открытом воздухе, да и в ней фон был изменён с помощью компьютерной графики.
Пост-производство происходило в монреальской Meteor Studios и Hybride Technologies. Художники заполнили синие экраны более чем 1500 визуальными эффектами. Крис Уоттс и Джим Бисселл создали процесс «The Crush», который позволил художникам Meteor манипулировать цветами сцены, повышая контраст тьмы и света. Различные моменты фильма подкрашивались и изменялись, чтобы лучше передать настроение этого момента. Гислен Сент-Пьер, глава команды художников, описал общую стилистику фильма: «Всё выглядит реалистично, но как будто слегка грубо нарисовано». Для имитации брызгающей крови использовались различные программы, включая Maya, RenderMan и RealFlow В пост-производство, длившееся более года, было вовлечено десять компаний по производству спецэффектов..
Фильм больше основан на комиксе Фрэнка Миллера, чем на исторических фактах. Так, в фильме показаны сказочные существа, которые атакуют спартанцев. Также вольно интерпретированы известные исторические персонажи и внешнее облачение воинов.

## Саундтрек
Над музыкой к фильму работал композитор Тайлер Бэйтс. Запись музыки производилась на Abbey Road Studios. Вокальные темы исполнила певица Азам Али. 6 марта 2007 года саундтрек вышел отдельным диском в двух изданиях. В обычном издании 25 музыкальных треков, а в специальное добавлены 16-страничный буклет и 3 коллекционные карточки.

## Релиз и кассовые сборы
- Выход фильма в прокат США состоялся 9 марта 2007 года. 9 декабря 2006 года в целях привлечения международных дистрибьюторов был организован закрытый показ фильма на кинофестивале Austin Butt-Numb-A-Thon в Остине, штат Техас[19].
- В первый уик-энд проката в США фильм собрал 70 миллионов долларов[20], поставив абсолютный рекорд сборов для мартовского премьерного уик-энда (предыдущий рекорд в 68 миллионов долларов был поставлен в 2006 году мультфильмом «Ледниковый период 2: Глобальное потепление»). Этот показатель также стал третьим среди фильмов прокатной категории R, уступив только фильмам «Матрица: Перезагрузка» (91,8 миллионов долларов) и «Страсти Христовы» (83,8 миллионов долларов). На момент выхода фильма это был также лучший результат для фильмов 2007 года[21].
- Всего прибыль от показа в кинотеатрах составила 456 миллионов долларов[20], а продажи на видеоносителях принесли 276,32 миллионов долларов[22].
- Из-за демонического образа Персии фильм был запрещён к прокату в Иране[23]. Дж. Шамгадри назвал фильм «оскорблением персидской цивилизации» и «частью американской психологической войны против иранской культуры»[24].

## Восприятие

### Критика
Фильм получил смешанные отзывы от кинокритиков. На сайте аггрегаторе Rotten Tomatoes, рейтинг одобрения фильма составляет 60 % на основе 228 обзоров со средней оценкой в 6.1 баллов из 10. Консенсус критиков гласит, что «фильм предлагает простой сюжет, но визуально захватывающий опыт, полный крови и насилия». На сайте Metacritic, средний балл составил 52 из 100 на основе 42-х обзоров. Оценка простых зрителей была заметно выше; на сайте CinemaScope, пользователи дали фильму оценку A-, по шкале от A+ до F.

### Негативная реакция
Фильм вызвал неоднозначную реакцию у ряда зрителей из-за исторически некорректного изображения персидской цивилизации. Фильм был, в частности, осуждён официальными лицами иранского правительства. Некоторые сцены фильма изображают, что в составе персидской армии имеются демоны и иные вымышленные существа, а сам полководец и царь Ксеркс I обладает андрогинным, женоподобным образом, всё это вступает в яркий контраст со спартанцами, являющимися воплощением чистой мужественности. Американский журналист Стивен Ри заметил, что персы в фильме воплощают в себе западные стереотипы об азиатских и африканских культурах.
Особенно гневную реакцию фильм вызвал в Иране, «за оскорбление иранцев, их культуры и истории». Фильм был осуждён различными официальными лицами. Иранская Академия Искусств подала официальную жалобу международной организации ЮНЕСКО, назвав фильм «атакой на историческое наследие Ирана». Свои возмущения выражала Иранская миссия ООН, а также посольства Ирана во Франции, Таиланде, Турции и Узбекистане. Фильм был запрещён к показу на территории Ирана, как «вредоносная американская пропаганда».
Многие рецензенты также заметили политический подтекст в фильме «Запад против Ирана» и то, как персы изображаются «падшими, агрессивными, сексуально яркими, в противовес благородным грекам». Международный выход фильма и его кассовые успехи вызвали ещё большую негативную реакцию в Иране. Азад Моавени, ирано-американский журналист в журнале Time сообщил, что во время выхода фильма он был в Тегеране и стал свидетелем, как фильм «300 спартанцев» выступал главной темой обсуждения среди иранцев «Весь Тегеран был возмущён, куда бы я вчера ни пошёл, все разговоры сводились к негодованию по поводу выхода фильма». В иранской прессе стали появляться такие заголовки, как «Голливуд объявляет войну иранцам», или «300 против 70 миллионов» [население Ирана]. Независимая иранская газета Ayande-No заметила, что в этом фильме «иранцы [персы] изображены, как демоны, лишённые культуры, чувств и человечности. Они не думают ни о чём, кроме как нападать на другие народы и уничтожать их». Четыре иранских парламентария призвали ближневосточные страны запретить показ фильма на своих территориях.
Азаде Моавини также указал на несколько других причин гневной реакции Ирана: во-первых, выход фильма совпал с празднованием новруза, иранского Нового года, во-вторых, иранцы рассматривают эпоху, изображённую в фильме, как «самую благородную страницу в своей истории». Также многие иранцы-конспирологи стали верить в теорию заговора, а именно в то, что «„300 спартанцев“ тайно финансировался американским правительством, чтобы подготовить американцев к войне с Ираном».
Дана Стивенс из Slate заметила, что «если бы фильм „300 спартанцев“ с такими же декорациями вышел в Германии середины 1930-х годов, то он бы вполне обоснованно осуждался наравне с фильмом „Вечный Жид“, в качестве примера того, как расистская фантазия и националистический миф могут служить подстрекательством к тотальной войне. Но поскольку этот фильм сделан в пост-идеологическую эпоху XXI века, в эпоху развития компьютерной графики, „300 спартанцев“ будет обсуждаться, как пример технологического достижения и размытия границ между фильмом и видеоиграми».

## Награды и номинации
Фильм стал лидером года по числу номинаций сразу двух кинопремий — премия «Сатурн» (10 номинаций, 2 победы) и премия «MTV Movie Awards» (5 номинаций, 1 победа).
| Премия                         | Категория                                        | Номинанты                                             | Результат |
| ------------------------------ | ------------------------------------------------ | ----------------------------------------------------- | --------- |
| Сатурн                         | Лучший приключенческий фильм, боевик или триллер |                                                       | Победа    |
| Сатурн                         | Лучший режиссёр                                  | Зак Снайдер                                           | Победа    |
| Сатурн                         | Лучший сценарий                                  | Майкл Гордон, Зак Снайдер и Курт Джонстад             | Номинация |
| Сатурн                         | Лучший киноактёр                                 | Джерард Батлер                                        | Номинация |
| Сатурн                         | Лучший киноактёр второго плана                   | Дэвид Уэнем                                           | Номинация |
| Сатурн                         | Лучшая киноактриса второго плана                 | Лина Хиди                                             | Номинация |
| Сатурн                         | Лучшая музыка                                    | Тайлер Бэйтс                                          | Номинация |
| Сатурн                         | Лучшие костюмы                                   | Майкл Уилкинсон                                       | Номинация |
| Сатурн                         | Лучший грим                                      | Шон Смит, Марк Раппапорт, Скотт Вилер                 | Номинация |
| Сатурн                         | Лучшие спецэффекты                               | Крис Уоттс, Грант Фрекелтон, Дерек Уэнтворт, D. Leduc | Номинация |
| MTV Movie Awards               | Лучший фильм                                     |                                                       | Номинация |
| MTV Movie Awards               | Лучший актёр или актриса                         | Джерард Батлер                                        | Номинация |
| MTV Movie Awards               | Лучший прорыв года                               | Лина Хиди                                             | Номинация |
| MTV Movie Awards               | Лучший кинозлодей                                | Родриго Санторо                                       | Номинация |
| MTV Movie Awards               | Лучший бой                                       | Джерард Батлер и Робер Майе («Берсерк»)               | Победа    |
| Кинонаграды MTV Россия         | Лучший иностранный фильм                         |                                                       | Номинация |
| Премия Гильдии киноактёров США | Лучший каскадёрский ансамбль в игровом кино      |                                                       | Номинация |
| Империя                        | Лучший научно-фантастический фильм или фэнтези   |                                                       | Номинация |
| Империя                        | Лучший актёр                                     | Джерард Батлер                                        | Номинация |
| Teen Choice Awards             | Лучшая актриса экшн-фильма                       | Лина Хиди                                             | Номинация |
| Жорж                           | Лучший зрелищный фильм                           |                                                       | Победа    |
| Golden Schmoes Awards          | Best T&A of the Year                             | Лина Хиди                                             | Номинация |

## Прочее
- Фраза «THIS IS SPARTA!» (рус. «ЭТО СПАРТА!») стала интернет-мемом[53]. Её выкрикивает спартанский царь Леонид, сбрасывая персидского посла в колодец в ответ на заявления последнего, что угрожать смертью послам кого бы то ни было — святотатство и безумие[54]. Фраза распространилась ещё до выхода фильма на экраны, так как присутствовала в трейлере.

## Продолжение
В июне 2008 года было объявлено о начале работ над продолжением фильма «300 спартанцев» под названием «300 спартанцев: Расцвет империи». Компания Legendary Pictures анонсировала, что Фрэнк Миллер напишет графическую новеллу, а Зак Снайдер выразил интерес режиссирования её адаптации, после того, как он сможет ознакомиться с новеллой.

## Игра
В 2007 году вышла компьютерная игра, основанная на фильме и на комиксах «300» Фрэнка Миллера.